# Armand Maltais
Armand Maltais, c.r., né à Montréal le 22 août 1913 et mort à Québec le 31 juillet 1993, est un avocat québécois, homme politique, député à l’Assemblée nationale et ministre.
Il est le fils de Guillaume Maltais, maître de postes à Montréal et de Suzanne Alain. Il épouse Rosa-Rita Duchesne le 10 juillet 1943 dans la paroisse Notre-Dame-de-Grace. Il fait ses études au Séminaire de Gaspé et à l’Université Laval. Il est admis au Barreau du Québec en 1952 et créé conseiller de la Reine (C.R.) en 1966. 

## Carrière politique
La carrière politique d’Armand Maltais s’étend de 1944 à 1970,.

### Bloc populaire
Il a d’abord été candidat du Bloc populaire canadien dans la circonscription électorale de Bonaventure à l’élection générale de 1944. Il est défait, mais le Bloc populaire fait élire 4 députés : Édouard Lacroix dans Beauce, Albert Lemieux dans Beauharnois, André Laurendeau dans Montréal-Laurier (1944-1948) et Ovila Bergeron dans Stanstead. Le Bloc populaire canadien, parti centre-gauche et anticonscriptionniste, s’éteint toutefois rapidement après la démission d’André Laurendeau, chef provincial de cette formation politique canadienne.

### Député de Québec-Est 1956-1962
Armand Maltais est élu député de l’Union nationale dans Québec-Est à l’élection générale du 20 juin 1956, remportée pour la 4e fois consécutive par le gouvernement Maurice Duplessis. Maltais est alors nommé adjoint parlementaire du président du Conseil exécutif (15 mars 1959 au 8 janvier 1960). 
Or, le Premier ministre Maurice Duplessis meurt en fonction le 7 septembre 1959 à Schefferville, âgé de 69 ans. Il est remplacé par Paul Sauvé qui, à peine quatre mois plus tard, le 2 janvier 1960, meurt subitement lui aussi dans l’exercice de ses fonctions, à Saint-Eustache. Il avait 52 ans. 

#### Ministre d’État (cabinet Barrette)
Antonio Barrette, député de Joliette et ministre du Travail dans le cabinet Duplessis depuis 1944, succède à Paul Sauvé le 8 janvier 1960, mais il conserve son portefeuille de ministre du Travail. Il nomme Jacques Miquelon au ministère des Terres et Forêts, Jean-Jacques Bertrand au Bien-être social et à la Jeunesse, et il élève Maurice Custeau et Armand Maltais au rang de ministres d’État.

#### La vague libérale de 1960 et 1962
Six mois plus tard, le gouvernement Barrette perd l’élection générale du 22 juin 1960 gagnée par le Parti libéral de Jean Lesage. Armand Maltais échappe à la vague libérale et il est réélu à son siège de député de l’Union nationale dans Québec-Est.
Armand Maltais est cependant battu dans son comté de Québec-Est en 1962 par le libéral Ernest Godbout, lors de l’élection générale anticipée du 14 novembre 1962, déclenchée par le Premier ministre Lesage, qui espérait ainsi accroître sa majorité à l’Assemblée nationale pour réaliser le projet de nationalisation de l'électricité au Québec. Le pari est gagné.

### Député de Limoilou 1966-1970
Armand Maltais est réélu député de l’Union nationale dans Limoilou, lors de l’élection générale du 5 juin 1966. Le Parti de l’Union nationale de Daniel Johnson forme le nouveau gouvernement avec une mince majorité de six sièges à l'Assemblée nationale.

#### Ministre d’État (cabinet Johnson)
Maltais est nommé ministre d’État dans le cabinet Johnson. Or Daniel Johnson meurt subitement le 26 septembre 1968 à Manic-5. C’est Jean-Jacques Bertrand qui lui succède le 2 octobre 1968. 

#### Solliciteur général et ministre des Institutions financières (cabinet Bertrand)
Armand Maltais devient alors, le 10 octobre 1968, Solliciteur général dans le cabinet Bertrand (du 10 octobre 1968 au 12 mai 1970), puis ministre des Institutions financières, Compagnies et Coopératives (du 23 juillet 1969 au 12 mai 1970).
Maltais est défait à l’élection générale du 29 avril 1970, remportée par le Parti libéral de Robert Bourassa.

## Engagement social et professionnel
Armand Maltais a été président général de la Société Saint-Jean-Baptiste de Québec de 1952 à 1956.
Il était membre de diverses associations professionnelles, sociétés culturelles et sociales, dont l’`Association du Barreau canadien, le Conseil de vie française en Amérique, la Société historique et culturelle des citoyens d'ascendance française, les associations des anciens du Séminaire de Gaspé et de l’Université Laval, l'Association des Gaspésiens et des Madelinots de Québec, l'Association des consommateurs du Canada, l'Union commerciale de Québec et le Club Renaissance de Québec (club privé de l’Union nationale). Il a aussi été gouverneur honoraire du Club Renaissance de Montréal. 

## Sources externes
- « Biographie d’Armand Maltais (1913-1993) », sur Assemblée nationale du Québec (consulté le 2 avril 2014)
- « Armand Maltais », sur La mémoire du Québec (consulté le 2 avril 2014)
- « La sécurité publique au XXe siècle », sur Ministère de la Sécurité publique (consulté le 2 avril 2014)
- Assermentation d'Antonio Barrette au poste de premier ministre du Québec, consulté le 2 avril 2014.
- Bilan du siècle État depuis 1960, consulté le 2 avril 2014.
- Antoine Robitaille, « La Révolution tranquille délie la langue des élus », Le Devoir,‎ 26 février 2011 (lire en ligne, consulté le 2 avril 2014)

## Archives sur Bibliothèque et Archives nationales du Québec

### Discours d'Armand Maltais
- Armand Maltais, Les Canadiens- français : une nation, Société Saint-Jean-Baptiste de Québec, 1962. consultation sur place (avec délai), cote : 395602 con, bibliothèque et archives nationales du québec, grande bibliothèque, collection nationale, conservation, no de notice : 0003568491Discours prononcé par l'honorable Armand Maltais, député de Québec-Est, lors de l'ouverture de la Semaine nationale, Saint-Jean-Baptiste, le 17 mars 1962.

### Biographie et portraits d'Armand Maltais
- Biographie d’Armand Maltais, in Biographies canadiennes-françaises, Ottawa 21e éd., 1968 : Catalogue IRIS (Bibliothèque et Archives nationales).
- Portraits d’Armand Maltais / Jules Rochon, 1969-10, 24 photographies : Pistard (Bibliothèque et Archives nationales). N.B. Cliquez la boîte « Voir les image(s):24 ».